# أوسكار دو نيغريتي
وُلد أوسكار دو نيغرييه في 2 أكتوبر 1839 في بلفور وتوفي في 22 أغسطس 1913 على متن السفينة كونغ هارالد قبالة سواحل النرويج، وكان عسكريا فرنسياً برتبة لواء ومنظراً عسكرياً حائزاً على وسام جوقة الشرف ووسام الشرف العسكري.
تميز على وجه الخصوص أثناء قمع ثورة أولاد سيدي الشيخ بقيادة بوعمامة جنوب وهران (1881) في الجزائر وأثناء الحرب الفرنسية الصينية 1884-1885. تولى بعد ذلك قيادة العديد من فيالق الجيش وكان مفتشاً في الجيش وعضواً في المجلس الأعلى للحرب من 1895 إلى 1899.

## التكوين
في عام 1856، التحق بأكاديمية سان سير العسكرية (دفعة جوردجورا) وتخرج منها عام 1859 برتبة ملازم ثانٍ في الكتيبة الثالثة من المشاة.

## الحرب الفرنسية البروسية عام 1870
شارك أثناء الحرب الفرنسية البروسية عام 1870، بصفته نقيباً في الكتيبة الثانية من فرسان المشاة، في الدفاع عن مدينة أمانفيلير أثناء معركة سان بريفات في 18 أغسطس. أصيب في فخذه أثناء هجوم بحربة. تم ذكره في وسام الجيش. أُسر في 29 أكتوبر بعد استسلام ميتز، وسرعان ما هرب في بداية نوفمبر وانضم إلى جيش الشمال. تمت ترقيته إلى قائد كتيبة في 24 نوفمبر، حيث تولى قيادة الكتيبة الثالثة من مشاة المشاة، وأصيب للمرة الثانية برصاصة في ذراعه الأيسر في 27 نوفمبر 1870 في معركة فيلييه-بريتونو. ونُقل إلى الكتيبة 24 من فرسان المشاة، وأصيب للمرة الثالثة بشظية في المؤخرة في 18 يناير 1871، قبل يوم واحد من معركة سان كوينتان.
وخلال هذه الفترة، مُنح وسام جوقة الشرف برتبة فارس في 24 سبتمبر 1870 ثم رُقّي إلى رتبة ضابط في 5 مايو 1871.

## ثورة أولاد سيدي الشيخ (بوعمامة) (1881-1883)
في أكتوبر 1879، عُين عقيداً في الفوج 79 مشاة المتمركز في تروا. ثم طلب الانتقال إلى الفيلق الأجنبي في الجزائر.
وفي الفترة من 1881 إلى 1883، تولى قيادة الفوج الأجنبي الثاني أثناء قمع ثورة أولاد سيدي الشيخ في جنوب وهران (الجزائر) ضد الشيخ بوعمامة.
وتقديراً لخدماته، تمت ترقيته إلى رتبة قائد فيلق الشرف في 7 فبراير 1882 وعُيّن عميداً في أغسطس 1883.

## الحرب الفرنسية الصينية
أُسندت إليه بعد ذلك قيادة لواء في فيلق تونكين الاستكشافي خلال الحرب الفرنسية الصينية من 1884 إلى 1885. في مارس 1884، أثناء حملة باك نينه، نجح أوسكار دي نيجريتي في الاستيلاء على بلدة باك نينه وبلدة كيب (إن) ضد قوات الرايات السوداء الصينية. حصل على وسام جوقة الشرف برتبة ضابط كبير في 22 أبريل.
في 23 فبراير 1885، شارك في معركة دونغ دانغ حيث واجه مع 2600 جندي 50 ألف جندي صيني. في 24 مارس 1885، شارك مع لويس بريير دي إيزل في معركة بانغ بو، حيث هُزمت القوات الفرنسية أمام الصينيين (مما أدى إلى انسحاب القوات الفرنسية من لانغ سون). في 28 مارس 1885، أثناء معركة لانغ سون الثانية، أصيب بجراح خطيرة في صدره بطلق ناري في الصدر، وكان لا بد من إجلائه. تمت ترقيته إلى رتبة لواء في 29 مارس 1885.

## سنواته الأخيرة
في عام 1904، تقاعد وانضم إلى الاحتياط العسكري3. توفي أثناء رحلة بحرية على متن سفينة الملك هارالد قبالة الساحل النرويجي في 22 أغسطس 1913. دُفن في مقبرة بير لاشيز (الفرقة 33).